# Rautjärvi
Rautjärvi est une municipalité du sud-est de la Finlande, à la frontière avec la Russie. La commune se trouve dans la province de Finlande méridionale et la région de Carélie du Sud.

## Géographie
Elle compte une longue frontière avec la Russie. À la fin de la guerre de Continuation (1944), la majorité de la commune(198,9 km2) a d'ailleurs été annexée par l'URSS. La commune, réduite à la portion congrue, a fusionné en 1977 avec sa voisine Simpele qui a dû abandonner la moitié de son territoire(28,8 km2).
Les communes finlandaises limitrophes sont Ruokolahti à l'ouest et Parikkala au nord.

## Villages de la commune en 1939
Haakanala, Hallilanmäki, Hiivaniemi, Hinkkala, Hynnilä, Ilmee, Jurvala, Kalpiala, Kekäleniemi, Kokkola, Kopsala, Korjola, Korpijärvi, Lankila, Latvajärvi, Miettilä, Niskapietilä, Partila, Pirhola, Purnujärvi, Rautjärvi, Siisiälä, Torsansalo, Uimola, Untamo, Viimola, Vähikkälä

## Démographie
Depuis 1980, la démographie de Rautjärvi a évolué comme suit (selon le périmètre de la commune au 1er janvier 2013) :
| Année      | 1980  | 1985  | 1990  | 1995  | 2000  | 2005  |
| ---------- | ----- | ----- | ----- | ----- | ----- | ----- |
| population | 5 982 | 5 794 | 5 413 | 5 121 | 4 619 | 4 273 |

| Année      | 2010  | 2015  | 2020  |
| ---------- | ----- | ----- | ----- |
| population | 3 937 | 3 537 | 3 215 |

### Conseil municipal
Les sièges des 17 conseillers municipaux sont répartis comme suit:
| Parti     | Parti                              | Sièges 2021–2025 |
| --------- | ---------------------------------- | ---------------- |
|           | Parti social-démocrate de Finlande | 7                |
|           | Vrais Finlandais                   | 2                |
|           | Parti de la Coalition nationale    | 1                |
|           | Parti du centre                    | 7                |
|           | Chrétiens-démocrates               | 0                |
| Sources : |                                    |                  |

## Transports
La route nationale 6 et la voie ferrée de Carélie traversent la municipalité dans la direction Sud-Ouest-Nord-Est.
De la gare de Simpele, des liaisons ferroviaires sont assurées vers Helsinki et Joensuu.
Dix trains reliant Helsinki et Joensuu, neuf trains InterCity et un train Pendolino s'arrêtent chaque jour à la gare de Simpele.
Les aéroports les plus proches sont ceux de Lappeenranta et de Savonlinna.
Des vols internationaux sont assurés depuis l'aéroport de Lappeenranta et des vols vers Helsinki depuis l'aéroport de Savonlinna.
Imatra-Enso, le poste-frontière le plus proche entre la Finlande et la Russie, est situé à Pelkola dans la commune d'Imatra, à environ 50 km du centre de Simpele.
Parikkala-Syväoro, le poste-frontière intermittent de Parikkala est situé à Kolmikanna, dans la commune de Parikkala, à environ 20 kilomètres du centre de Simpele.

## Économie
En rapport au nombre d'habitants, c'est une des communes les plus industrialisées du pays (47 % des emplois). Ceci est du principalement à la présence de l'usine de papier du groupe M-real (usine de Simpele), le plus gros employeur de la commune.
Parmi les employeurs locaux les plus importants se trouve l'entreprise familiale Vankkapuu Oy, qui opère dans l'industrie de transformation du bois.
Les entreprises industrielles sont également représentées par Karjalan Betoni Oy, qui produit du béton prêt à l'emploi et d'autres produits en béton et fournit des systèmes et des services du secteur de la construction.

### Principales entreprises
En 2021, les principales entreprises de Rautjärvi par chiffre d'affaires sont :
| Société                       | C.A.     |
| ----------------------------- | -------- |
| Vankkapuu Oy                  | 10 M€    |
| Karjalan Betoni Oy            | 4 M€     |
| Teboil Simpele                | 2 M€     |
| IT-Lähituki Backman-Hyrkäs Oy | 1 M€     |
| M Asema Puoti                 | 0,962 M€ |
| Silamuskoti                   | 0,820 M€ |
| Simpeleen Lämpö Oy            | 0,732 M€ |
| Simmes Oy                     | 0,593 M€ |
| IV-Huolto Kärhä Oy            | 0,453 M€ |
| Punasvaaran Konetyö Oy        | 0,284 M€ |

### Employeurs
En 2021, les plus importants employeurs privés de Rautjärvi sont,:
| Employeur                     | Employés |
| ----------------------------- | -------- |
| Metsä Board                   | 270      |
| Vankkapuu Oy                  | 25       |
| Karjalan Betoni Oy            | 17       |
| Silamuskoti                   | 15       |
| IT-Lähituki Backman-Hyrkäs Oy | 9        |
| IV-Huolto Kärhä Oy            | 8        |
| Simmes Oy                     | 7        |
| Punasvaaran Konetyö Oy        | 4        |
| Harri Tattari Oy              | 3        |
| M Asema Puoti                 | 3        |

## Lieux et monuments
- Hiitolanjoki (fi),
- Haukkavuori (fi),
- Église du diable de Torsansalo,
- Musée de Kollaa et Simo Häyhä (fi)[7],
- Route de Niskapietilä,
- Église de Rautjärvi (fi),
- Église de Simpele (fi)

## Personnalités
- Lea Piltti (1904-1982), soprano finlandaise ;
- Simo Häyhä, soldat et tireur d'élite finlandais ;
- Jesse Joronen, footballeur ;
- Lauri Vilkko, médaillé olympique.